# Ad Braat
Adrianus Stephanus Maria (Ad) Braat (Roosendaal, 18 januari 1919 – Zierikzee, 31 januari 2000) was een Nederlands beeldhouwer en keramist.

## Leven en werk
Braat trouwde in 1957 met Tessa Voorhuis (1927-2013). Zij vestigden zich in dat jaar op Schouwen-Duiveland, nadat hij was aangenomen als tekenleraar aan het Prof. Zeemanlyceum in Zierikzee. Hij was tot 1982 aan de school verbonden. Braat en zijn vrouw, die als keramiste actief was, waren als kunstenaars autodidact. Vanaf 1960 bewoonden ze het voormalig Burgerweeshuis in Zierikzee, waar ze geregeld tentoonstellingen hielden met eigen werk en werk van anderen.
Ad Braat maakte onder meer beelden, kleinplastiek en wandplastieken in brons, keramiek, metaal en hout. Hij werkte aanvankelijk non-figuratief, vanaf 1959 figuratief. Ter gelegenheid van zijn 50-jarig jubileum als beeldhouwer, werd in 1994 een biografie uitgebracht waarin zo'n 300 afbeeldingen van zijn kunstwerken opgenomen. De kunstenaar werd in dat jaar benoemd tot ridder in de Orde van Oranje-Nassau.
Braat overleed in 2000, twee weken na zijn 81e verjaardag. Hij werd begraven op de katholieke begraafplaats St. Barbara in Zierikzee.

## Enkele werken
- 1960: ontwerp Joods monument, Zierikzee. Uitgevoerd door steenhouwersbedrijven Timmerman en Lakké.
- 1962: wandpaneel voor kantoor van de N.V. Koninklijke Zeelandia in Wommelgem
- 1964: tegeltableau voor gymnastieklokaal van de ULO-scholen in Zierikzee
- 1970: Beproefd maar niet gebroken, ter herinnering aan de watersnood van 1953, Zierikzee
- 1971: gevelornament voor basisschool 't Staepel'of, Mauritsweg, Renesse
- 1974: Willibrordus, gevelplastiek aan de RK basisschool in Zierikzee
- 1976: beeld Job Baster, Zierikzee
- 1979: de dijkwerker, Markt, Westkapelle
- 1980: Grote broer en kleine zus, bij school 'De klimop' in Dreischor
- 1982: De liefde draagt ons bij R.K. Willibrorduskerk, Oegstgeest
- 1987: Beestenboel, H.J. Doelemanplein, Zierikzee. Geplaatst ter vervanging van een in de jaren zestig door Braat gemaakte klimplastiek.
- 1988: dorpsomroeper Barend Smits, Spijkenisse

## Galerij

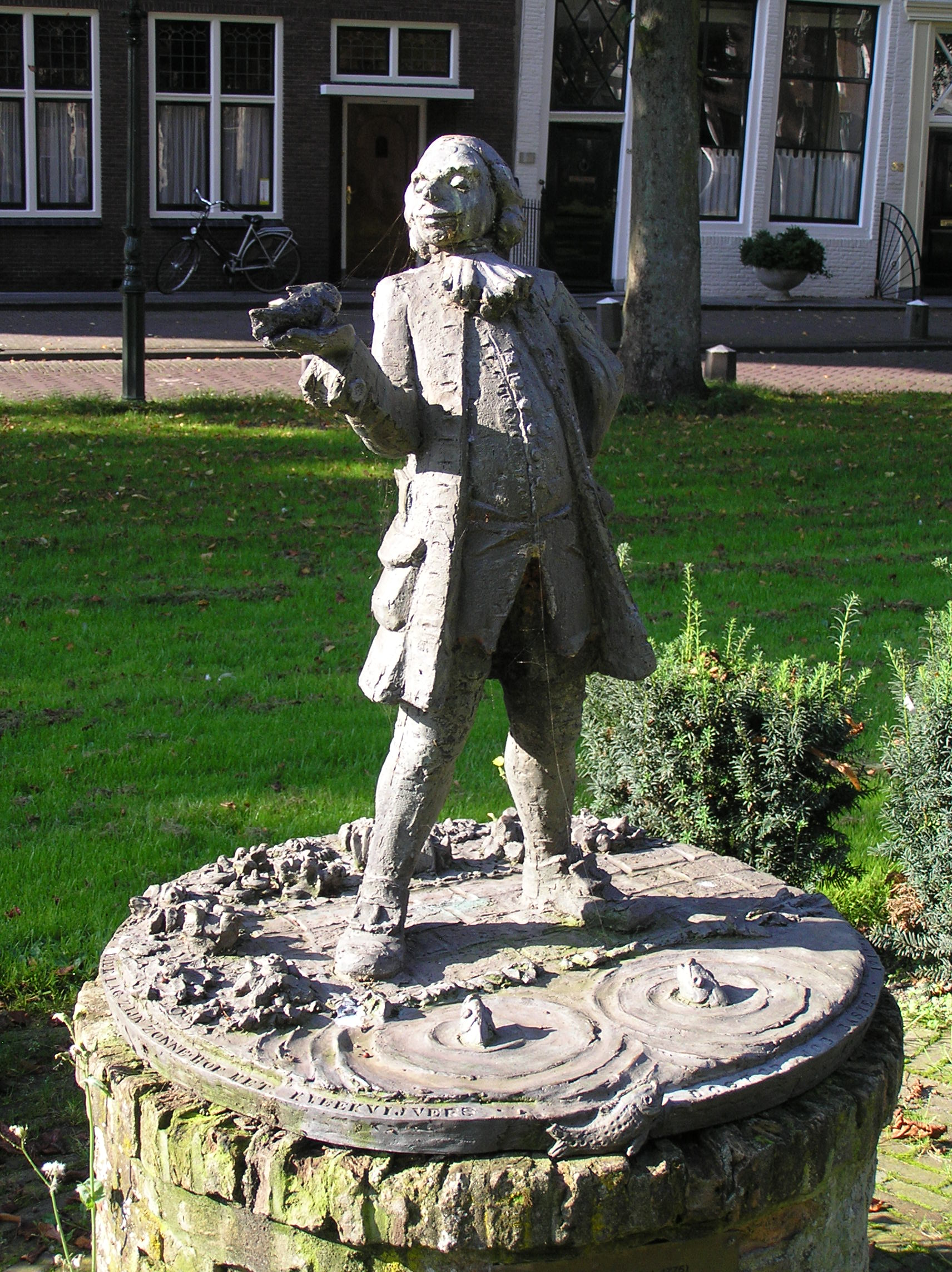
Job Baster
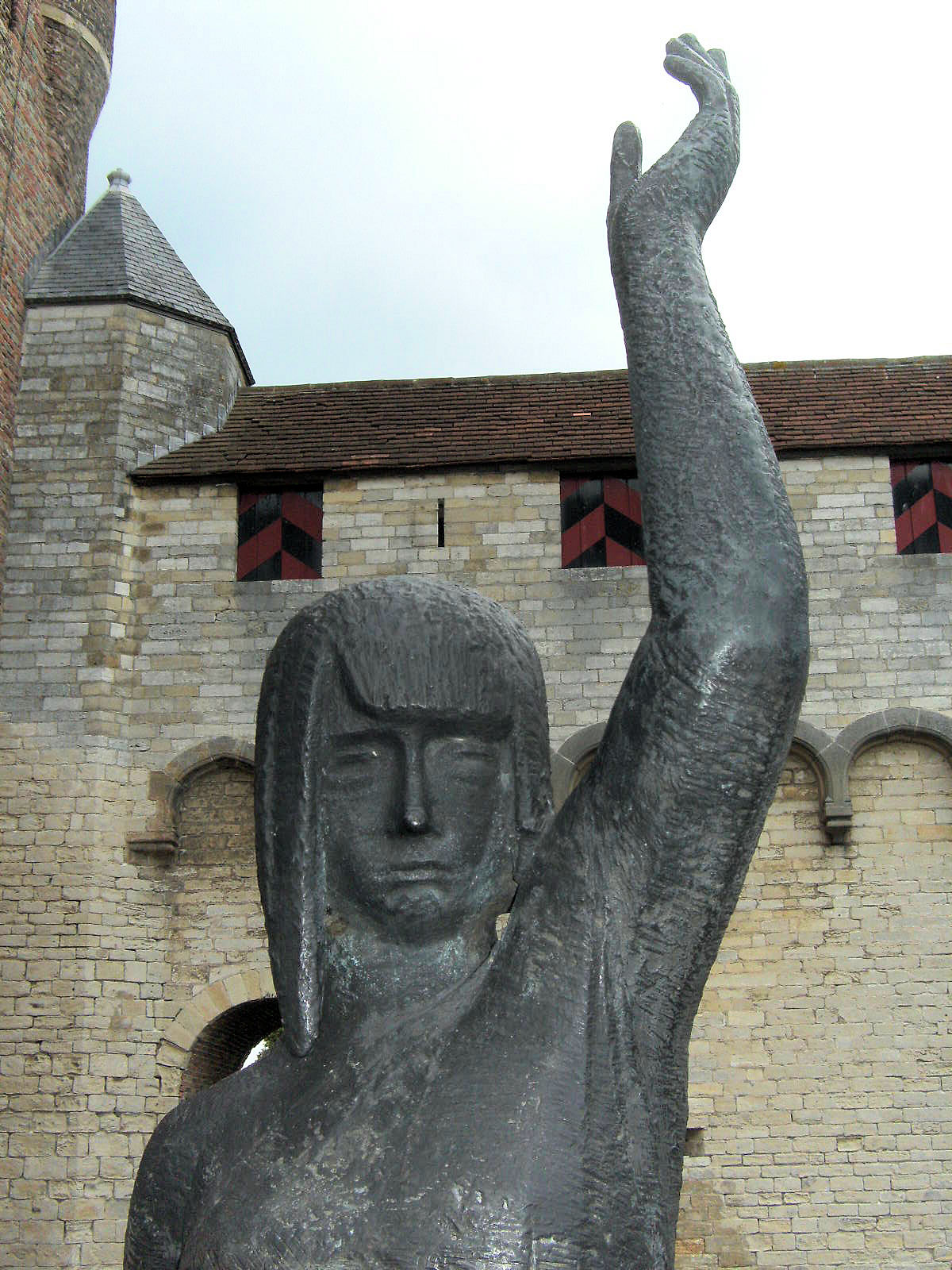
Beproefd maar niet gebroken
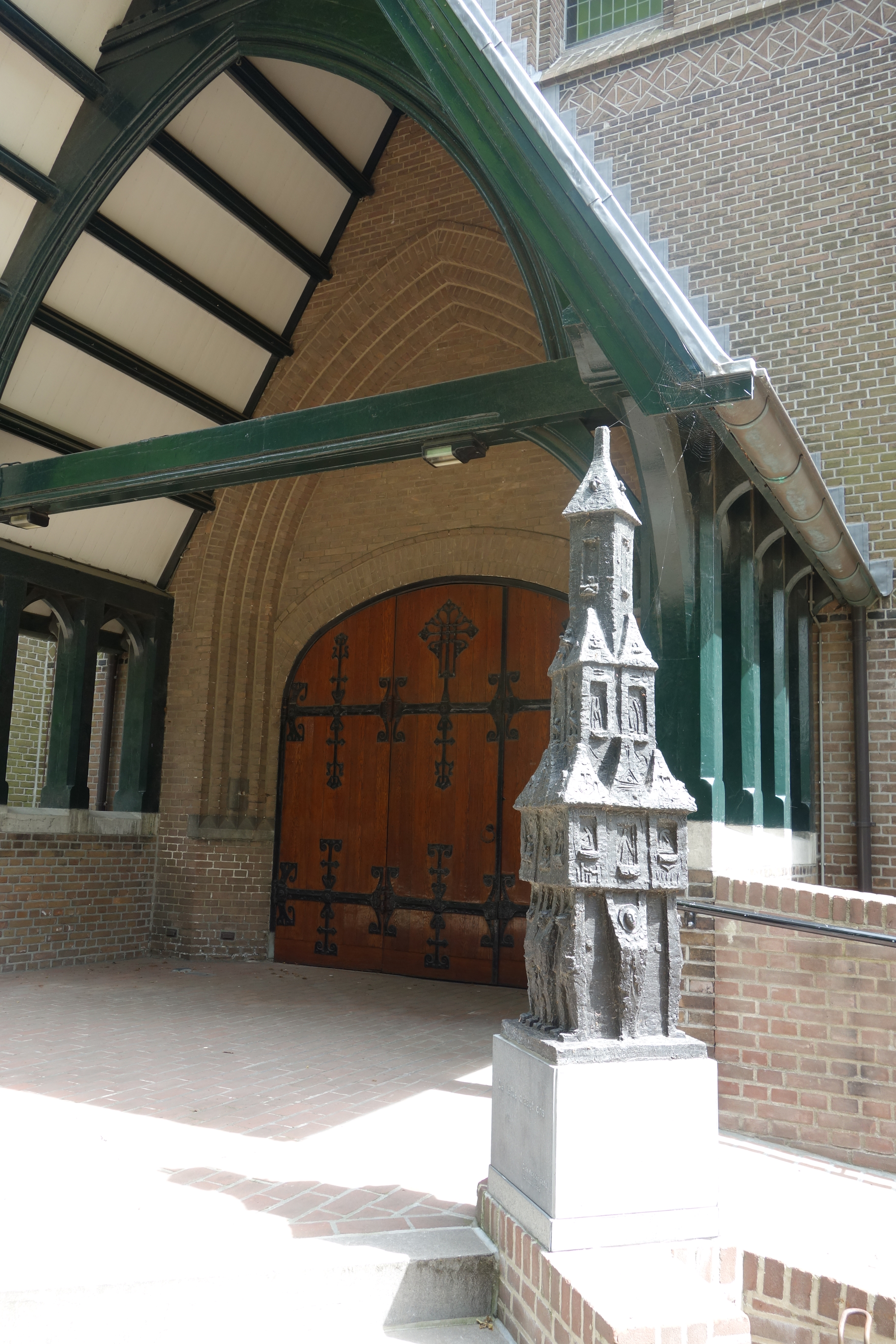
De liefde draagt ons
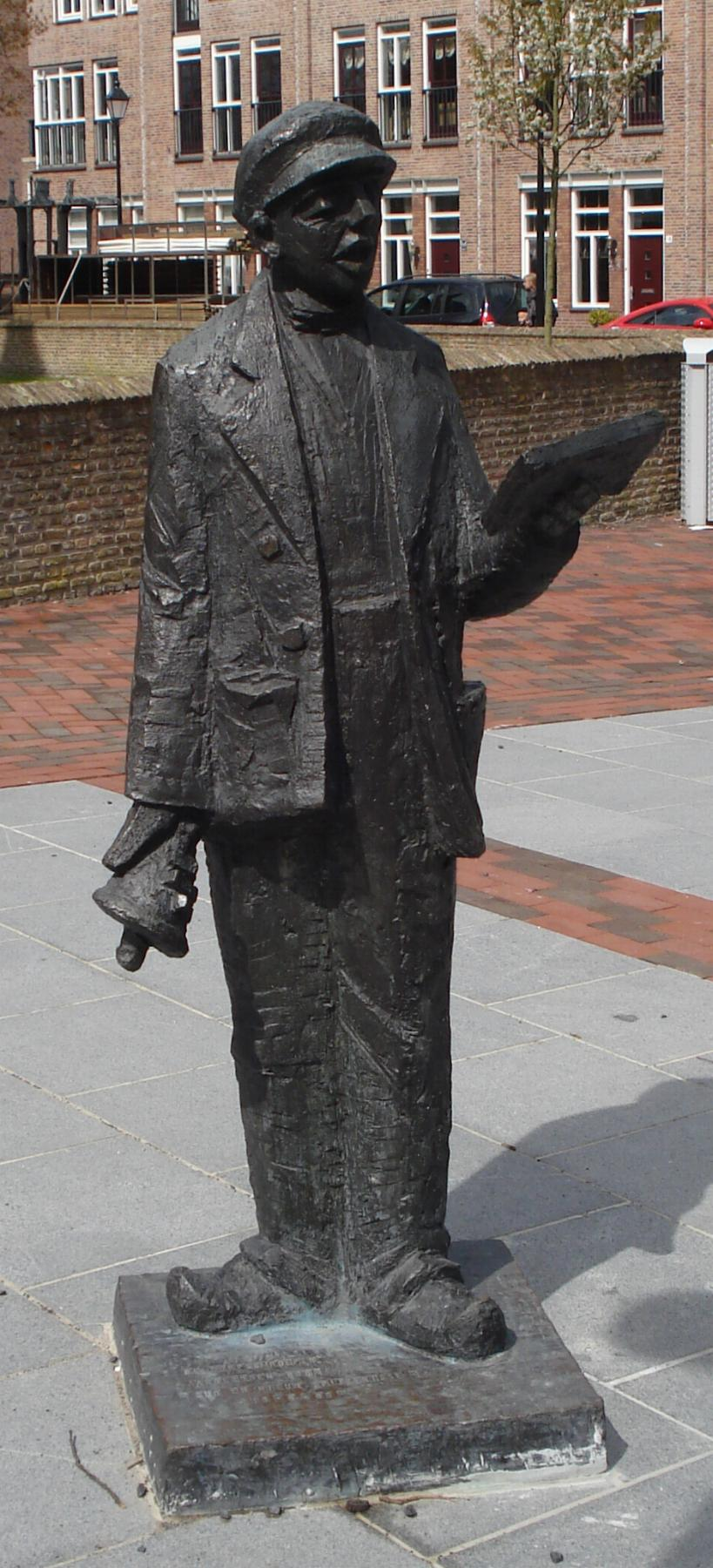
Barend Smits